# Orgeans-Blanchefontaine
Orgeans-Blanchefontaine ist eine französische Gemeinde mit 40 Einwohnern (Stand: 1. Januar 2022) im Département Doubs in der Region Bourgogne-Franche-Comté.

## Geographie
Orgeans-Blanchefontaine liegt auf 470 m, fünf Kilometer westnordwestlich von Maîche und etwa 28 Kilometer südlich der Stadt Montbéliard (Luftlinie). Das Dorf erstreckt sich im Jura, auf einer Geländeterrasse am südlichen Talhang des Dessoubre, am Nordfuß der Höhen von Maîche. Das Gemeindegebiet gehört zum Regionalen Naturpark Doubs-Horloger.
Die Fläche des 4,83 km² großen Gemeindegebiets umfasst einen Abschnitt des französischen Juras. Die nördliche Grenze verläuft entlang dem Dessoubre, der in gewundenem Lauf tief eingeschnitten in die umgebenden Jurahochplateaus von Südwesten nach Nordosten fließt. Die steilen Talhänge werden von Kalkfelsbändern durchzogen. Vom Flusslauf erstreckt sich das Gemeindeareal südwärts auf die Terrasse von Orgeans-Blanchefontaine, die durch den Taleinschnitt des Waroly unterteilt wird. Diese Geländeterrasse wird von einem steilen, überwiegend bewaldeten und durchschnittlich 200 m hohen Hang überragt, der zum Hochplateau von Maîche überleitet. Die südöstliche Gemeindegrenze verläuft dabei meist oberhalb des Steilhangs, der an verschiedenen Orten von den Felsen einer widerstandsfähigen Kalksteinschicht gekrönt wird. Mit 713 m wird am Rand der Höhe von Le Friolais die höchste Erhebung von Orgeans-Blanchefontaine erreicht.
Die Gemeinde besteht aus den beiden Ortsteilen Orgeans (470 m) und Blanchefontaine (500 m) auf der Terrasse am südlichen Talhang des Dessoubre sowie einigen Einzelhöfen. Nachbargemeinden von Orgeans-Blanchefontaine sind Vauclusotte, Valoreille und Fleurey im Norden, Les Bréseux im Osten, Mancenans-Lizerne und Mont-de-Vougney im Süden sowie Battenans-Varin und Cour-Saint-Maurice im Westen.

## Geschichte
Im Mittelalter gehörten Orgeans und Blanchefontaine zur Herrschaft Saint-Julien. Zusammen mit der Franche-Comté gelangten beide Ortschaften mit dem Frieden von Nimwegen 1678 an Frankreich. Im Jahr 1973 fusionierten die beiden vorher selbständigen Gemeinden zur Doppelgemeinde Orgeans-Blanchefontaine.

## Bevölkerung
| Jahr                       | 1962 | 1968 | 1975 | 1982 | 1990 | 1999 | 2006 | 2012 | 2020 |
| Einwohner                  | 57   | 41   | 61   | 60   | 44   | 53   | 47   | 51   | 39   |
| Quellen: Cassini und INSEE |      |      |      |      |      |      |      |      |      |

Mit 40 Einwohnern (Stand 1. Januar 2022) gehört Orgeans-Blanchefontaine zu den kleinsten Gemeinden des Départements Doubs. Während des gesamten 20. Jahrhunderts pendelte die Einwohnerzahl im Bereich zwischen 40 und 80 Personen.

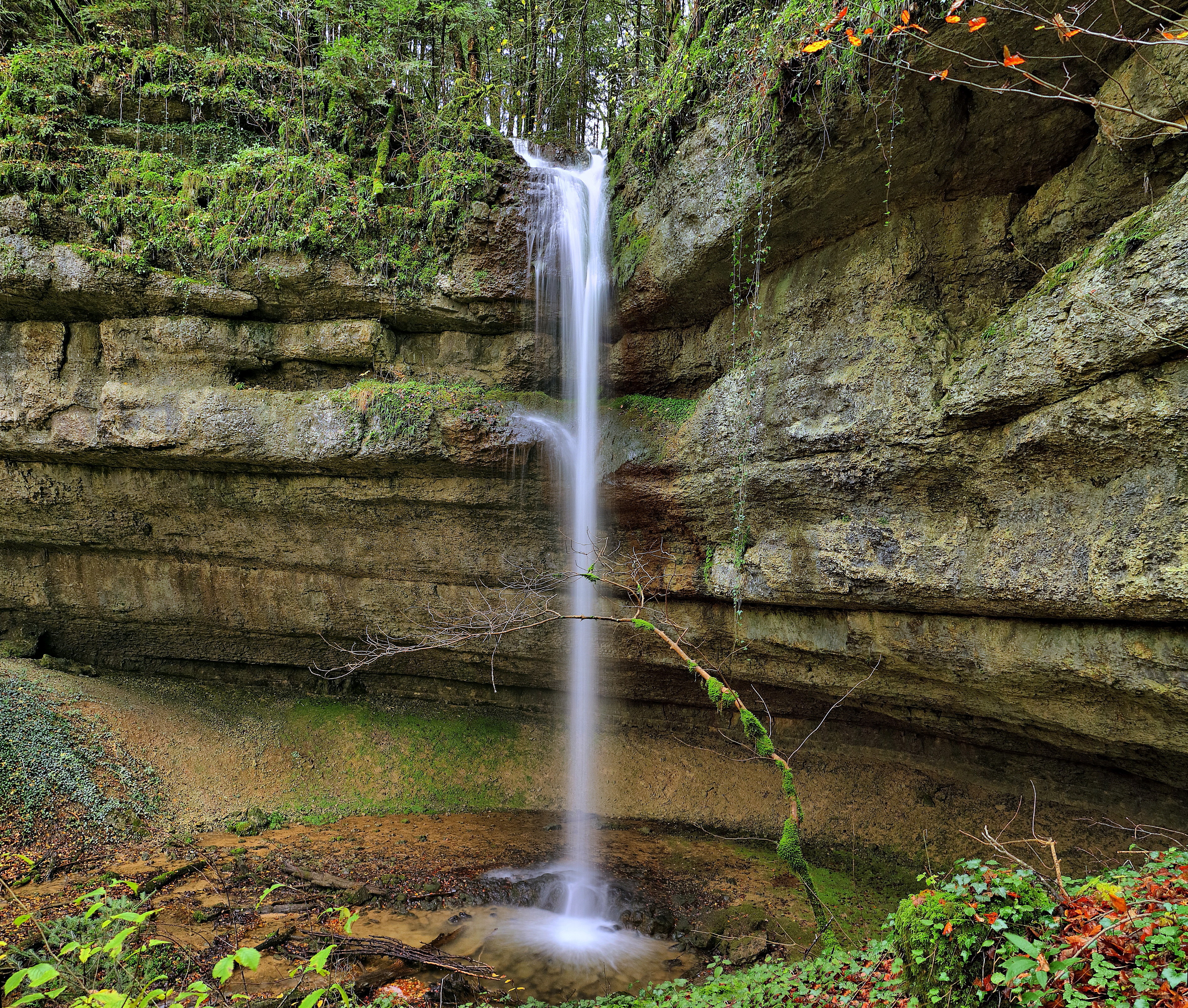
Wasserfall Cascade de la Combe Foulot
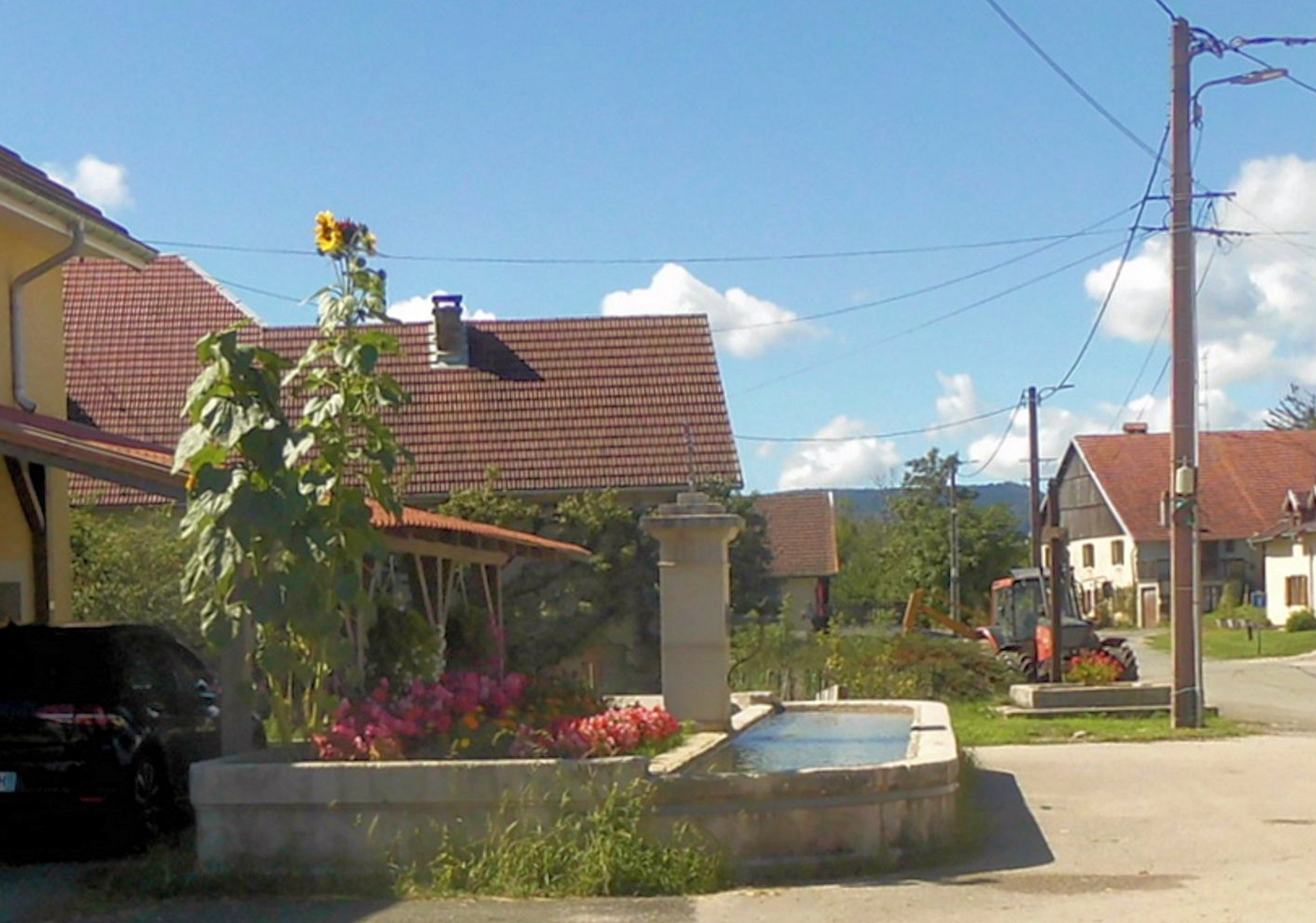
Brunnen mit ehemaliger Viehtränke

## Wirtschaft und Infrastruktur
Orgeans-Blanchefontaine war bis weit ins 20. Jahrhundert hinein ein vorwiegend durch die Landwirtschaft (Viehzucht und Milchwirtschaft, Acker- und Obstbau) geprägtes Dorf. Noch heute leben die Bewohner zur Hauptsache von der Tätigkeit im ersten Sektor. Außerhalb des primären Sektors gibt es nur sehr wenige Arbeitsplätze im Dorf. Einige Erwerbstätige sind auch Wegpendler, die in den umliegenden größeren Ortschaften ihrer Arbeit nachgehen.
Die Ortschaft liegt abseits der größeren Durchgangsstraßen. Die Hauptzufahrt erfolgt von der D39 (Straße durch das Dessoubre-Tal). Weitere Straßenverbindungen bestehen mit Maîche, Belleherbe, Vauclusotte und Battenans-Varin.